# Cholmondeley Award
Cholmondeley Award je každoroční ocenění pro básníky udělované Society of Authors ve Spojeném království. Cena je pojmenována po markýzech z Cholmondeley, kteří roku 1966 poskytli finance na její založení.

## Seznam oceněných autorů
| Rok  | Vítězové               |
| ---- | ---------------------- |
| 1966 | Ted Walker             |
| 1966 | Stevie Smith           |
| 1967 | Seamus Heaney          |
| 1967 | Brian Jones            |
| 1967 | Norman Nicholson       |
| 1968 | Harold Massingham      |
| 1968 | Edwin Morgan           |
| 1969 | Derek Walcott          |
| 1969 | Tony Harrison          |
| 1970 | Kathleen Raineová      |
| 1970 | Douglas Livingstone    |
| 1970 | Edward Brathwaite      |
| 1971 | Charles Causley        |
| 1971 | Gavin Ewart            |
| 1971 | Hugo Williams          |
| 1972 | Molly Holdenová        |
| 1972 | Tom Raworth            |
| 1972 | Patricia Whittaker     |
| 1973 | Patric Dickinson       |
| 1973 | Philip Larkin          |
| 1974 | D. J. Enright          |
| 1974 | Vernon Scannell        |
| 1974 | Alasdair Maclean       |
| 1975 | Jenny Joseph           |
| 1975 | Norman MacCaig         |
| 1975 | John Ormond            |
| 1976 | Peter Porter           |
| 1976 | Fleur Adcock           |
| 1977 | Peter Bland            |
| 1977 | George Macbeth         |
| 1977 | James Simmons          |
| 1977 | Andrew Waterman        |
| 1978 | Christopher Hope       |
| 1978 | Leslie Norrisová       |
| 1978 | Peter Reading          |
| 1978 | D. M. Thomas           |
| 1978 | R. S. Thomas           |
| 1979 | Alan Brownjohn         |
| 1979 | Andrew Motion          |
| 1979 | Charles Tomlinson      |
| 1980 | George Barker          |
| 1980 | Terence Tiller         |
| 1980 | Roy Fuller             |
| 1981 | Roy Fisher             |
| 1981 | Robert Garioch         |
| 1981 | Charles Boyle          |
| 1982 | Basil Bunting          |
| 1982 | Herbert Lomas          |
| 1982 | William Scammell       |
| 1983 | John Fuller            |
| 1983 | Craig Raine            |
| 1983 | Anthony Thwaite        |
| 1984 | Michael Baldwin        |
| 1984 | Michael Hofmann        |
| 1984 | Carol Rumensová        |
| 1985 | Dannie Abse            |
| 1985 | Peter Redgrove         |
| 1985 | Brian Taylor           |
| 1986 | Lawrence Durrell       |
| 1986 | James Fenton           |
| 1986 | Selima Hillová         |
| 1987 | Wendy Copeová          |
| 1987 | Matthew Sweeney        |
| 1987 | George Szirtes         |
| 1988 | John Heath-Stubbs      |
| 1988 | Sean O'Brien           |
| 1988 | John Whitworth         |
| 1989 | Peter Didsbury         |
| 1989 | Douglas Dunn           |
| 1989 | E. J. Scovell          |
| 1990 | Kingsley Amis          |
| 1990 | Elaine Feinsteinová    |
| 1990 | Michael O'Neill        |
| 1991 | James Berry            |
| 1991 | Sujata Bhatt           |
| 1991 | Michael Hulse          |
| 1991 | Derek Mahon            |
| 1992 | Allen Curnow           |
| 1992 | Donald Davie           |
| 1992 | Carol Ann Duffyová     |
| 1992 | Roger Woddis           |
| 1993 | Patricia Beerová       |
| 1993 | George Mackay Brown    |
| 1993 | P. J. Kavanagh         |
| 1993 | Michael Longley        |
| 1994 | Ruth Fainlight         |
| 1994 | Gwen Harwoodová        |
| 1994 | Elizabeth Jenningsová  |
| 1994 | John Mole              |
| 1995 | U.A. Fanthorpe         |
| 1995 | Christopher Reid       |
| 1995 | C. H. Sisson           |
| 1995 | Kit Wright             |
| 1996 | Elizabeth Bartlettová  |
| 1996 | Dorothy Nimmoová       |
| 1996 | Peter Scupham          |
| 1996 | Iain Crichton Smith    |
| 1997 | Alison Brackenburyová  |
| 1997 | Gillian Clarke         |
| 1997 | Tony Curtis            |
| 1997 | Anne Stevensonová      |
| 1998 | Roger McGough          |
| 1998 | Robert Minhinnick      |
| 1998 | Anne Ridlerová         |
| 1998 | Ken Smith              |
| 1999 | Vicki Feaverová        |
| 1999 | Geoffrey Hill          |
| 1999 | Elma Mitchellová       |
| 1999 | Sheenagh Pugh          |
| 2000 | Alistair Elliot        |
| 2000 | Michael Hamburger      |
| 2000 | Adrian Henri           |
| 2000 | Carole Satyamurtiová   |
| 2001 | Ian Duhig              |
| 2001 | Paul Durcan            |
| 2001 | Kathleen Jamie         |
| 2001 | Grace Nicholsová       |
| 2002 | Moniza Alviová         |
| 2002 | David Constantine      |
| 2002 | Liz Lochheadová        |
| 2002 | Brian Patten           |
| 2003 | Ciaran Carson          |
| 2003 | Michael Donaghy        |
| 2003 | Lavinia Greenlawová    |
| 2003 | Jackie Kay             |
| 2004 | John Agard             |
| 2004 | Ruth Padelová          |
| 2004 | Lawrence Sail          |
| 2004 | Eva Salzmanová         |
| 2005 | Jane Duranová          |
| 2005 | Christopher Logue      |
| 2005 | M. R. Peacocke         |
| 2005 | Neil Rollinson         |
| 2006 | Alan Jenkins           |
| 2006 | Mimi Khalvatiová       |
| 2006 | Jo Shapcott            |
| 2007 | Judith Kazantzisová    |
| 2007 | Robert Nye             |
| 2007 | Penelope Shuttleová    |
| 2008 | John Burnside          |
| 2008 | John Greening          |
| 2008 | David Harsent          |
| 2008 | Sarah Maguireová       |
| 2009 | Bernard O’Donoghue     |
| 2009 | Alice Oswaldová        |
| 2009 | Fiona Sampsonová       |
| 2009 | Pauline Stainerová     |
| 2010 | Gillian Allnuttová     |
| 2010 | Colette Bryceová       |
| 2010 | Gwyneth Lewisová       |
| 2010 | Deryn Reesová-Jonesová |
| 2011 | Imtiaz Dharker         |
| 2011 | Michael Haslam         |
| 2011 | Lachlan Mackinnon      |
| 2012 | Christine Evansová     |
| 2012 | Don Paterson           |
| 2012 | Peter Riley            |
| 2012 | Robin Robertsonová     |
| 2013 | Simon Armitage         |
| 2013 | Paul Farley            |
| 2013 | Lee Harwood            |
| 2013 | Medbh McGuckian        |
| 2014 | W.N. Herbert           |
| 2014 | Jeremy Hooker          |
| 2014 | John James             |
| 2014 | Glyn Maxwell           |
| 2014 | Denise Rileyová        |
| 2015 | Patience Agbabiová     |
| 2015 | Brian Catling          |
| 2015 | Christopher Middleton  |
| 2015 | J. H. Prynne           |
| 2015 | Pascale Petit          |
| 2016 | Maura Dooley           |
| 2016 | David Morley           |
| 2016 | Peter Sansom           |
| 2016 | Iain Sinclair          |
| 2017 | Caroline Bergvallová   |
| 2017 | Sasha Dugdaleová       |
| 2017 | Philip Gross           |
| 2017 | Paula Meehanová        |
| 2018 | Vahni Capildeo         |
| 2018 | Kate Clanchyová        |
| 2018 | Linton Kwesi Johnson   |
| 2018 | Daljit Nagra           |
| 2018 | Zoë Skouldingová       |
| 2019 | Malika Bookerová       |
| 2019 | Fred D'Aguiar          |
| 2019 | Allen Fisher           |
| 2019 | Jamie McKendrick       |
| 2020 | Bhanu Kapil            |
| 2020 | Alec Finlay            |
| 2020 | Linda France           |
| 2020 | Hannah Lowe            |
| 2020 | Rod Mengham            |